# Christian August Friedrich Peters
Pour les articles homonymes, voir Peters.
Ne doit pas être confondu avec Christian Heinrich Friedrich Peters.
Christian August Friedrich Peters (né le 7 septembre 1806 à Hambourg et mort le 8 mai 1880 à Kiel) est un astronome allemand du XIXe siècle. 

## Biographie
À partir de 1826, Christian August Friedrich Peters est l'assistant de Heinrich Christian Schumacher à l'observatoire d'Altona (de). Il devient ensuite assistant à l'observatoire de Hambourg en 1834 et il rejoint le personnel de l'observatoire de Poulkovo en 1839.
En 1849, il est nommé professeur d'astronomie à Königsberg, succédant à Friedrich Wilhelm Bessel. En 1854, il devient directeur de l'observatoire d'Altona et y poursuit la publication des Astronomische Nachrichten. En 1872, l'observatoire est déplacé à Kiel mais il continue cependant d'y travailler.
Il reçoit la médaille d'or de la Royal Astronomical Society en 1852.
Christian August Friedrich Peters est le père de l'astronome Carl Friedrich Wilhelm Peters (de).

## Liens  externes
- Notice nécrologique (1880Obs.....3)

- Ressource relative à l'astronomie :   - Biographical Encyclopedia of Astronomers
- Notice dans un dictionnaire ou une encyclopédie généraliste :   - Deutsche Biographie
- Notices d'autorité :   - VIAF
  - ISNI
  - BnF (données)
  - IdRef
  - LCCN
  - GND
  - Pays-Bas
  - Tchéquie
  - WorldCat